# Chemische Fabrik Landshoff & Meyer
Die Chemische Fabrik Landshoff & Meyer, später Chemische Fabrik Grünau (CFG),  war ein Unternehmen zur Herstellung chemischer Produkte in Berlin.

## Unternehmensgeschichte
Das Unternehmen wurde 1884 von den beiden promovierten Chemikern Ludwig Landshoff (1854–1926) und Paul Joachim Meyer (1853–1918) im damaligen Berliner Vorort Grünau am Ufer der Dahme gegründet. Die beiden Gründer hatten in Berlin bei August Wilhelm Hofmann Chemie studiert.

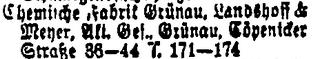
Eintrag Berliner Adreßbuch 1930

In unmittelbarer Nachbarschaft zu Landshoff & Meyer gab es weitere produzierende Chemiebetriebe, z. B. Balzer & Co. Nach und nach übernahmen Landshoff & Meyer alle kleineren chemischen Betriebe am Standort.
Die Chemische Fabrik Landshoff & Meyer stellte ursprünglich organische Vorprodukte der Farbenfabrikation her. Naphthol und Naphthylamin waren die Hauptprodukte, Naphthalin, Thiosulfat und Schweflige Säure Nebenprodukte. Schrittweise wurden weitere Produkte in das Produktionsprogramm aufgenommen oder kamen durch Übernahme benachbarter Firmen hinzu.
Während des Ersten Weltkrieges begann man mit der Produktion von Waschmitteln aus Eiweißabbauprodukten, hauptsächlich für die Textilindustrie. Ausgangsstoff waren Lederabfälle. Es kamen auch Chemikalien für die Bauindustrie, wie Betondichtungsmittel hinzu.

Aktie über 100 RM der Chemischen Fabrik Grünau vom September 1942

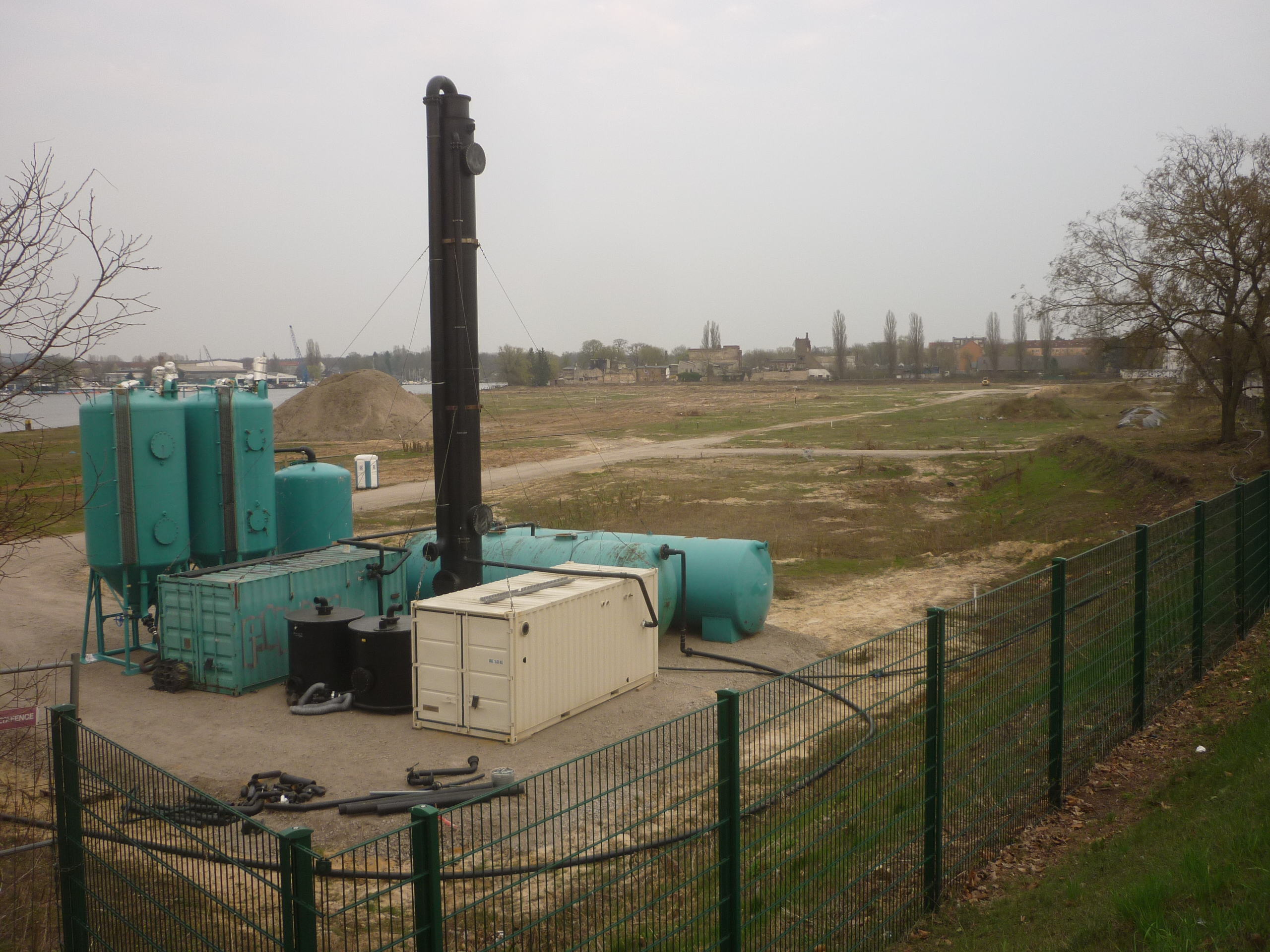
Das geräumte Gelände der ehemaligen Chemischen Fabrik Landshoff & Meyer im Jahr 2013

1921 übernahm die Degussa eine Mehrheitsbeteiligung an der Chemischen Fabrik Grünau AG. Neben dem Mehrheitsaktionär Degussa hielt die jüdische Gründerfamilie Meyer in den 1930er Jahren immer noch 12 % der Anteile der Chemischen Fabrik Grünau. Außerdem gehörten Viktor und Theo Meyer, zwei Enkel eines der Gründer, zum Vorstand des Unternehmens. Ihr Vater Paul Meyer war im Aufsichtsrat.
Im Rahmen der Arisierungspolitik während der nationalsozialistischen Herrschaft geriet die Degussa 1937 unter Druck, ihre jüdischen Teilhaber aus dem Unternehmen zu drängen. 1938 verließen die Meyers das Unternehmen und verkauften ihre Aktien an die Degussa. 1939 hatte die Chemische Fabrik Grünau etwa 270 Mitarbeiter, und die Fläche des genutzten Firmengrundstücks betrug 100.000 m². Im Zweiten Weltkrieg wurden bei einem gezielten Luftangriff auf die Chemische Fabrik Grünau am 27. Januar 1944 etwa 60 % des Werkes zerstört.
Nach dem Zweiten Weltkrieg gab es auch in der Chemischen Fabrik Grünau, wie in vielen im sowjetischen Zugriffsbereich liegenden Industriebetrieben, umfangreiche Demontagen von technischen Einrichtungen. Trotzdem erfolgte schon am 18. Juni 1945 die provisorische Wiederaufnahme der Produktion. Die bisherige Aktiengesellschaft wurde unter Treuhandverwaltung gestellt und 1947 endgültig enteignet. Ab 1949 firmierte der Betrieb als VEB Chemische Fabrik Grünau, später lautete die Bezeichnung VEB Chemisches Werk Berlin-Grünau.
Das Produktionsprofil der Vorkriegszeit wurde beibehalten und weiterentwickelt. Produkte waren Bauhilfsmittel, wie die Beschichtung „Silikat 66“ oder Beton-Abbindeverzögerer, wie sie z. B. beim Bau des Berliner Fernsehturms eingesetzt wurden. Daneben wurde die Sparte der pharmazeutischen Produkte ausgebaut. Da die Pharmazieproduktion immer mehr zur tragenden Säule des Betriebes wurde, erfolgte 1967 die Eingliederung in den VEB Berlin-Chemie.
Das Ende der DDR bedeutete auch das Ende des heruntergekommenen Chemiebetriebes, der 1995 endgültig geschlossen wurde. Die Abrissarbeiten begannen, und eine umfangreiche Sanierung des tiefenbelasteten Grundstücks war unerlässlich. Nach der im Jahr 2011 abgeschlossenen Sanierung des ehemaligen Betriebsgeländes erinnerte nichts mehr an den vorher hier ansässigen Chemiebetrieb.
Seit 2015 wird auf dem Gelände das neue Wohnquartier „52° Nord“ mit geplanten bis zu 800 Wohnungen errichtet. Die Grundsteinlegung fand am 17. September 2015 statt.